# Gratte-ciel Intesa Sanpaolo
Le gratte-ciel Intesa Sanpaolo est un gratte-ciel de 167,25 mètres de hauteur de 38 étages situé à Turin au Piémont (Italie).

## Images

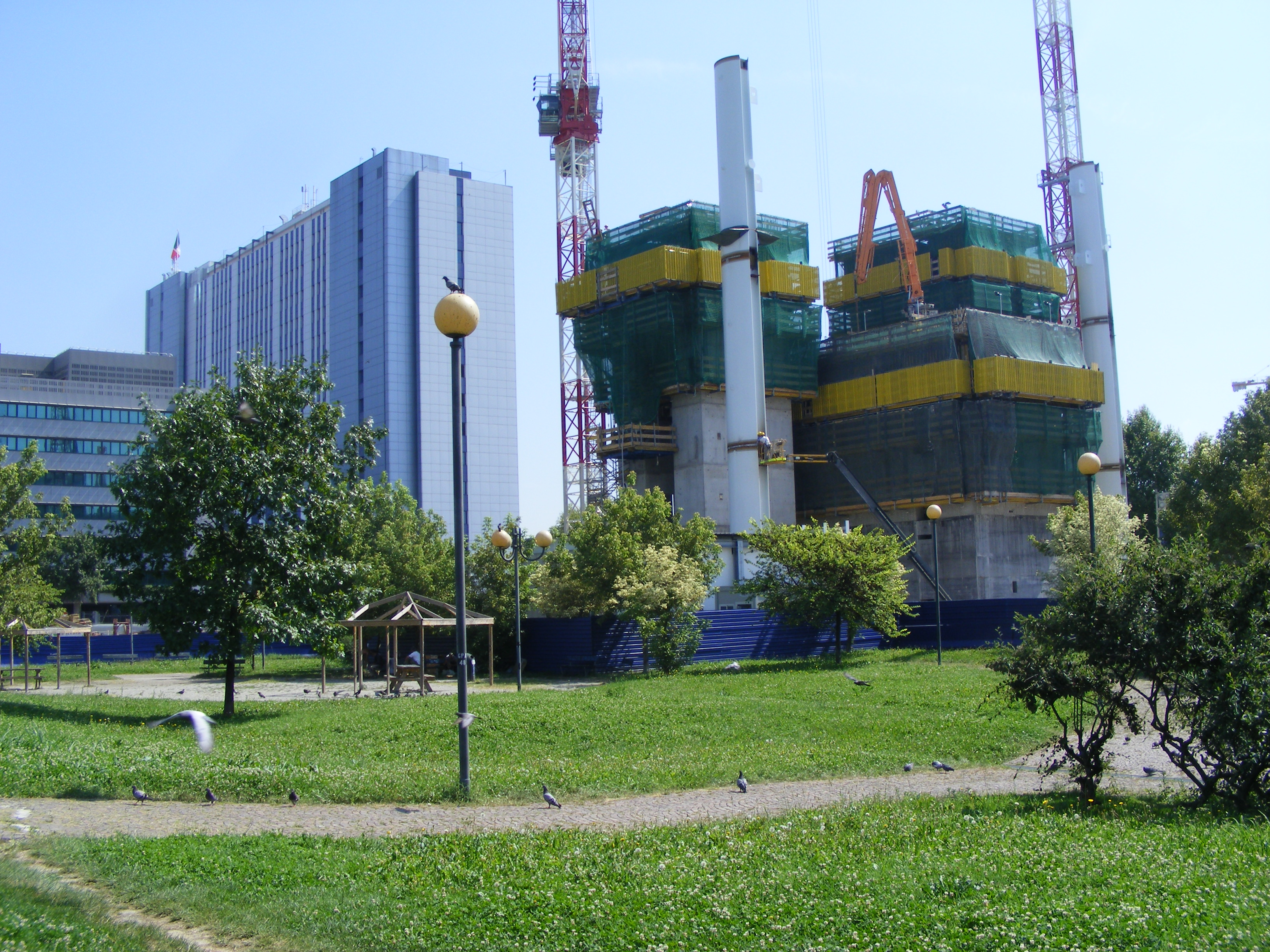
Le chantier en août 2011.
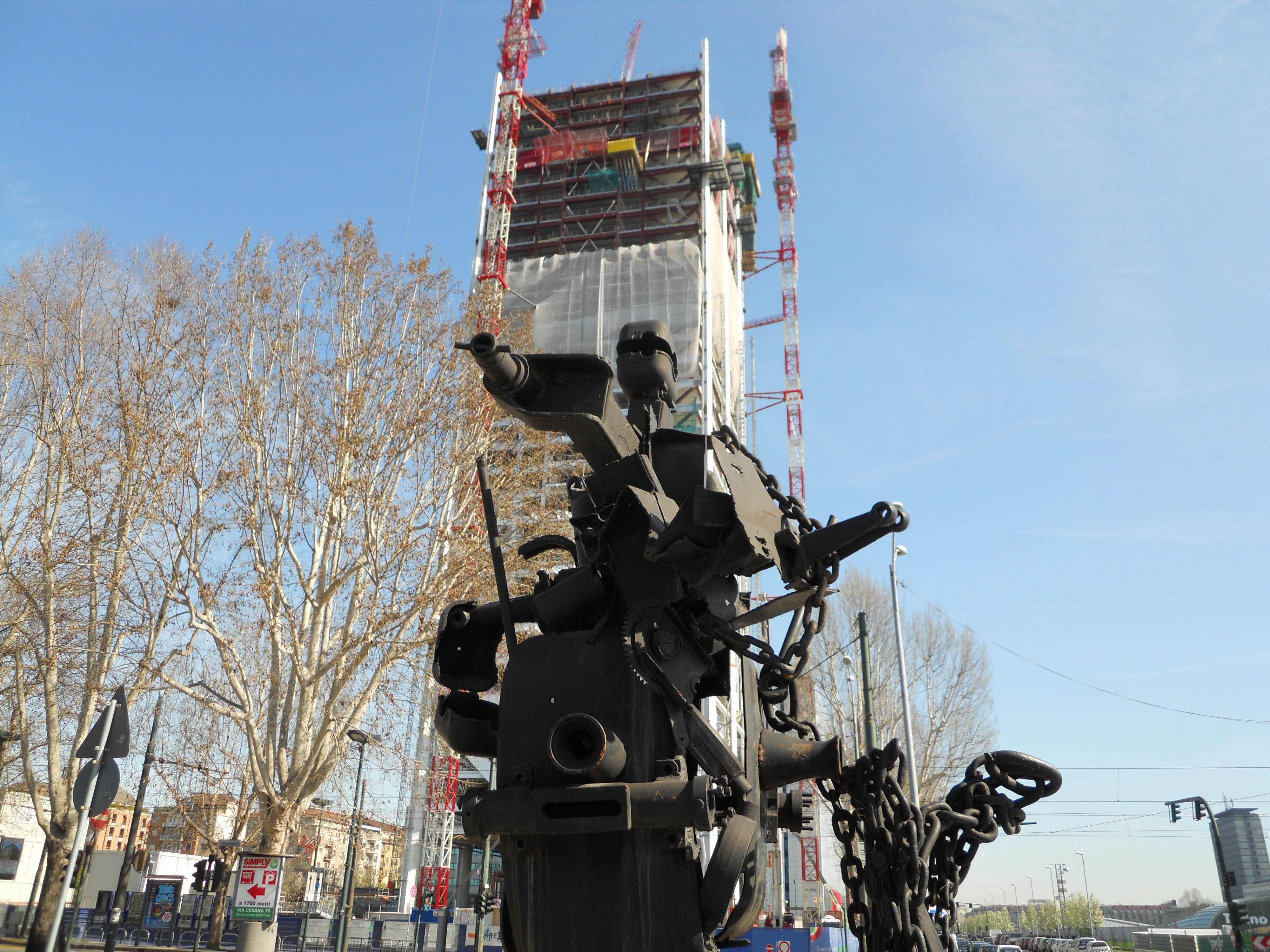
Le gratte-ciel Intesa Sanpaolo en construction en 2013.
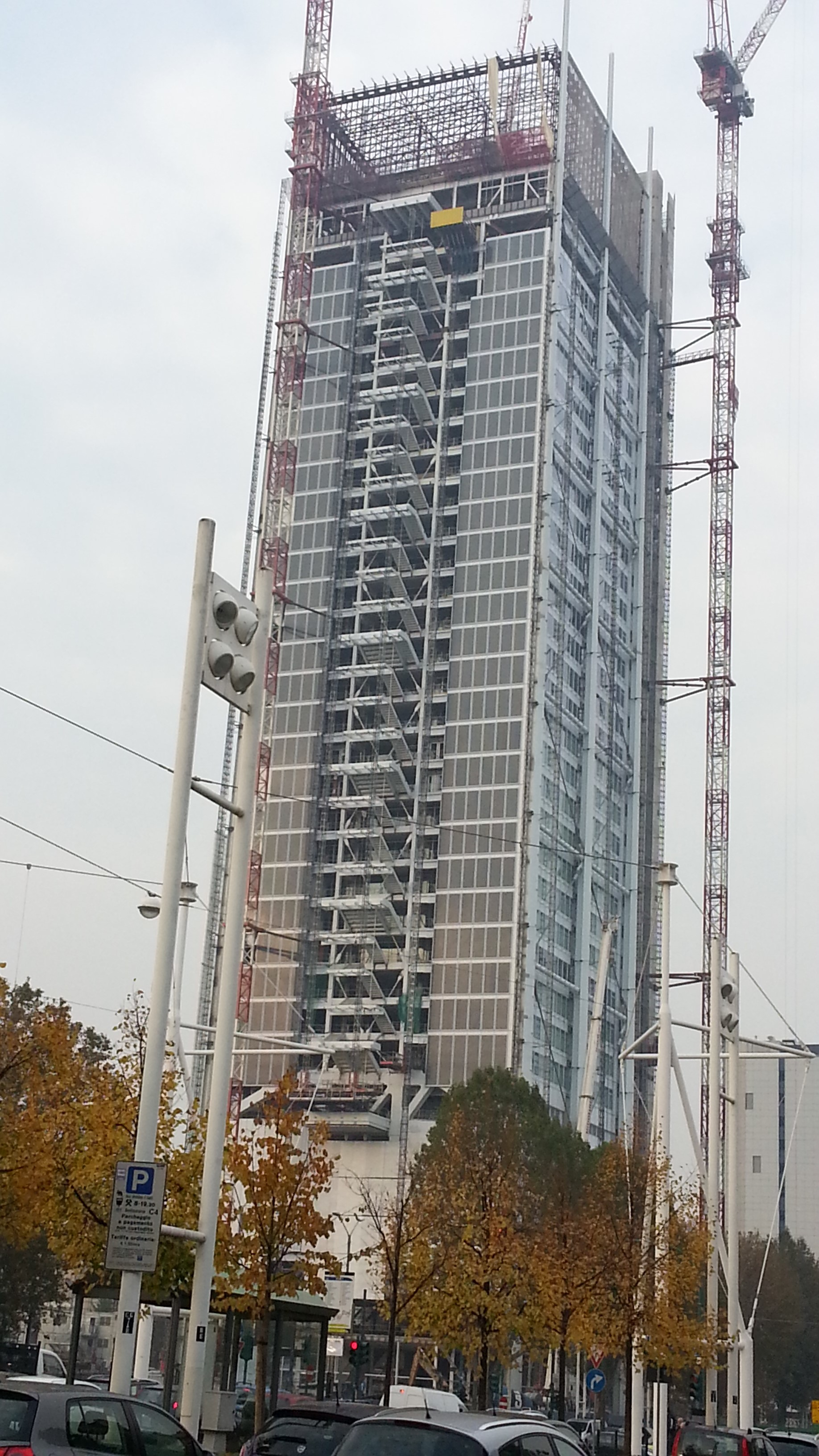
Le gratte-ciel Intesa Sanpaolo en construction en décembre 2013.
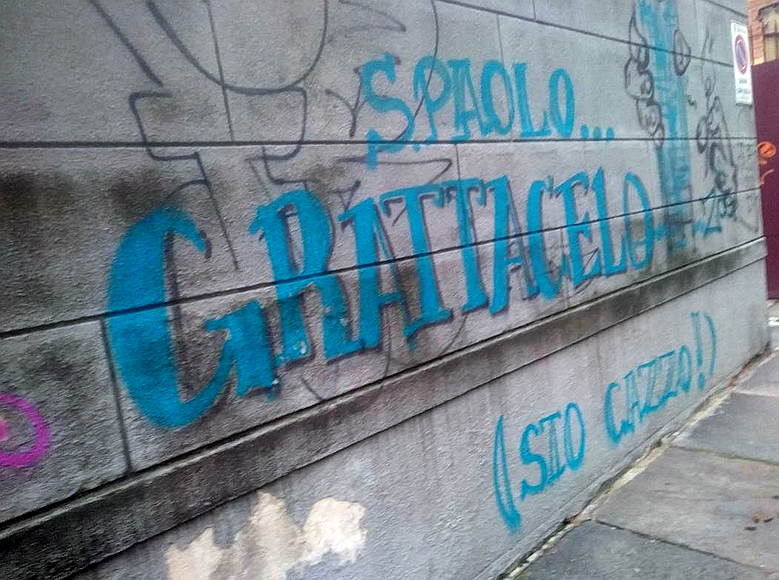
Graffiti de protestation contre la construction du gratte-ciel.